# Бикин (река)
Бикѝн е река в Азиатската част на Русия, Далечния Изток, Приморски край и Хабаровски край, десен приток на Усури от басейна на Амур. Дължината ѝ е 560 km, която ѝ отрежда 163-то място по дължина сред реките на Русия.
Река Бикин води началото си от източния склон в централната част на планината Сихоте Алин, на 1500 m н.в., в северната част на Приморски край. Първите 15 km тече на север, следващите около 30 km – на изток, а след това до село Охотничий – на юг-югозапад. От там до устието си Бикин има западно генерално направление, като последните 52 km протича по територията на Хабаровски край. Долината на реката е всечена в кайнозойски магмени и вулканогенно-седиментни скали (базалти, андезити, туфи, гнайси, кварцити), сменящи се в долното течение с древноалувиални пясъци и чакъли.
Горното течение на Бикин има типичен планински характер – бързо течение, тясна долина със слабо развити алувиални форми. Коритото е с ширина до 30 m, а двустранната заливна тераса от 300 до 600 m. По-надолу по течението се редуват долинни разширения и планински стеснения, като ширината на коритото нараства до 35 – 40 m, а на заливната тераса в долинните разширения – до 1,5 km. В средното течение долината придобива U-образен полупланински характер. Тук се появяват меандри с голям радиус, коритото с ширина вече до 100 m се дели на ръкави, а заливната тераса става още по-широка – до 2 km. В долното течение долината на Бикин се разширява до 29 km, като се слива с околната алувиална равнина. Ширината на коритото достига до 250 – 270 m, а заливната тераса в района на устието на река Алчан е вече до 3 – 4 km. След устието на Алчан (при 52 km) река Бикин проломява най-западните ридове на планината Сихоте Алин, като тук долината ѝ се стеснява до 1 km и липсва заливна тераса. След излизането си от теснината при град Бикин долината на реката отново става широка, а заливната ѝ тераса става обща с тази на река Усури. Влива се отдясно в река Усури, при нейния 214 km, на 42 m н.в., при село Василевка, Хабаровски край.
Водосборният басейн на Бикин има площ от 22,3 хил. km2, което представлява 11,55% от водосборния басейн на река Усури и се простира в северната част на Приморски край и крайния югозападен ъгъл на Хабаровски край. Климатът в басейна на реката е мусонен, характеризиращ се с умерено топло лято и студена зима. Годишната сума на валежите е от 700 до 900 mm и падат предимно под формата на дъжд през летния сезон (около 80% от общата сума на валежите).
Водосборният басейн на Бикин граничи със следните водосборни басейни:
- на юг и север – водосборните басейни на реките Голяма Усурка, Подхоренок, Хор и други по-малки, десни притоци на Усури;
- на изток – водосборните басейни на малки и къси реки, вливащи се в Японско море.

Река Бикин получава множество притоци с дължина над 10 km, като 2 от тях са с дължина над 100 km.
- 422 → Зева 139 / 1660
- 52 ← Алчан 170 / 3860

Подхранването на реката е предимно дъждовно. Характерно е слабо пролетно пълноводие и епизодични големи летни прииждания в резултат на поройни дъждове, които многократно превишават пролетното пълноводие и които водят до катастрофални наводнения, като повишават нивото на водата до 5,5 m. Среден годишен отток 238 m3/s, което като обем се равнява на 7,512 km3. максимален 2450 m3/s, минимален 2,5 m3/s. Бикин замръзва през ноември, а се размразява през април.
По течението на Бикин има малко населени места. В Приморски край са разположени селата Охотничий, Соболиний, Ясеновий, Крастий Яр, Олон, Верхний Перевал и Алчан, в Хабаровски край – град Бикин и селата Лесопилное и Василевка.
В басейна на Бикин обитават много диви зверове тигър, кафява и хималайска мечка, рис, кабан, бурсук и др.), някои от тях обект на ловен туризъм, а водите на реката са богати на разнообразни видове риба. В долното течение по долината на реката преминава участък от трасето на Транссибирската железопътна линия Москва – Владивосток.
в периода 1860 – 1862 г. руският топограф Алексей Будишчев и неговите сътрудници заснемат и картират около 300 хил. km2 от планината Сихоте Алин в Приморски край и южната част на Хабаровски край, в т.ч. целия водосборен басейн на река Бикин.